# Marta Flich

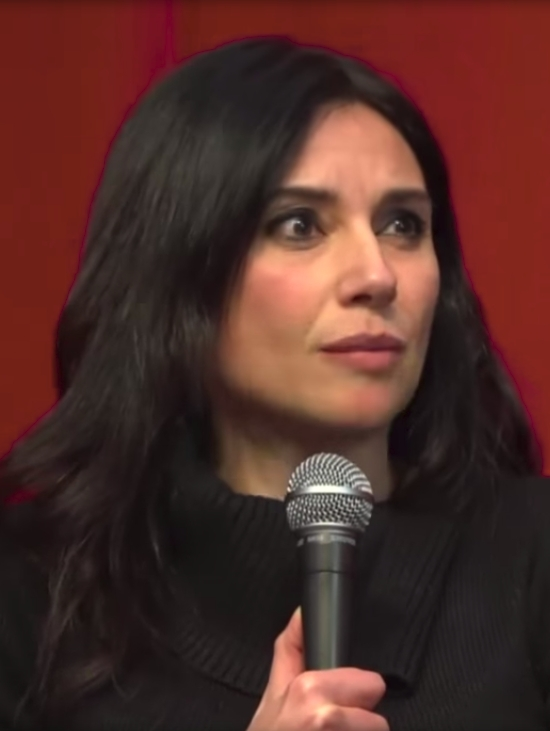
Marta Flich (Februar 2018)

Marta Flich (* 1978 in Valencia) ist eine spanische Schauspielerin und Moderatorin.

## Werdegang
Flich graduierte in Wirtschaftswissenschaft an der Universität Valencia sowie der University of Delaware. Anschließend arbeitete sie parallel im Bankwesen sowie als Schauspielerin. Ab 2007 wirkte sie in verschiedenen spanischen Fernsehproduktionen mit, später war sie auch als Schauspielerin in Kinofilmen zu sehen.
2016 startete Flich für The Huffington Post ein Vlog, in dem sie anhand einfacher und humorvoller Videos wirtschaftswissenschaftliche Themen und Sachverhalte erklärte und darstellte. Ab 2018 moderierte sie im spanischen TV-Sender La 2 die hieran angelehnte Sendung „Ese programa del que usted me habla“, bei der sie an der Seite von María Gómez und Alberto Casado wochentags aktuelle politische, kulturelle, soziale und sportliche Ereignisse auf humorvolle Art und Weise beleuchtete. 2019 übernahm sie gemeinsam mit Risto Mejide die Late-Night-Show „Todo es verdad“ auf dem Sender Cuatro.
2023 moderierte Flich die spanische Promi-Ausgabe von Big Brother.